# Grouville
Grouville est l'une des douze paroisses de Jersey dans les îles de la Manche. Historiquement, elle s'appelait « Saint Martin de Grouville » pour faire la distinction d'avec l'actuelle paroisse de Saint-Martin (jadis Saint-Martin-le-Vieux). Située au sud-est de l'île, Grouville est dominée par la grande étendue de la Baie Royale de Grouville. La superficie de la paroisse est de 4 354 vergées (7,8 km2).

## Géographie
La Baie de Grouville a acquis le qualificatif de Royale après avoir impressionné la reine Victoria au cours de sa visite de 1846. Sa large plage sablonneuse, ses eaux peu profondes et tièdes en font un lieu d'attraction touristique. C'est également la principale région productrice d’huîtres de Jersey.
Autrefois, Grouville était également connue pour sa production de varech. L'industrie familiale de brûlage de cette algue, autrefois pratiquée par les Grouvillais leur a valu, ainsi qu’à leurs voisins de Saint-Clément, le surnom traditionnel d’Enfuntchis (les Enfumés en jersiais).

## Patrimoine
- Église Saint-Martin de Grouville

C'est l'une des huit églises paroissiales jersiaise qui existait à l'époque de Guillaume le Conquérant. En 1149, le seigneur de Grouville Geoffroy du Bisson la donna à l'abbaye de Lessay, dans le Cotentin. Elle a pour annexe les chapelles de la Rocque et de la Hougue-Bie.
- La Hougue-Bie

Dans les terres, Grouville abrite également le site archéologique le plus remarquable de Jersey avec La Hougue Bie, qui est aujourd’hui un musée administré par le Jersey Heritage Trust. Un monticule préhistorique artificiel recouvre la tombe de passage alignée sur l’équinoxe. Une chapelle médiévale, Notre Dame de la Clarté, construite sur le monticule néolithique a été convertie au XVIIIe siècle en résidence sur le modèle des folies de style néogothique, la Tour du prince (démolie dans les années 1920). Durant la Seconde Guerre mondiale, les forces d’occupation allemandes ont construit des bunkers à l’intérieur et à côté du monticule antique, également transformé aujourd’hui en musée.
- Le Manoir Radier

Ancienne ferme de Pierre Simonnet (pierre gravée datée 1812 sur le porche d'entrée), cette propriété a été transformée en manoir au cours du XXe siècle par George Child Villiers, 9e comte de Jersey (1910-1998), qui fit don à l'English Heritage de son château anglais d'Osterley Park. Il fit aménager les terres d'élevage proches en de magnifiques jardins ouvert désormais à la visite. L'étang que surplombe la propriété de style géorgien est l'un des plus grands étangs privés de l'île. Cette demeure, qui n'est pas un manoir de seigneurie, appartient désormais au 10e comte de Jersey, le premier de ce lignage à être né à Jersey.
- Gouray

Une partie du village de Gouray se trouve dans la paroisse (mais le port se situe à Saint-Martin).
- Le trésor de Grouville

Le trésor de Grouville est une découverte archéologique datant de 2012 située sur le territoire de la paroisse de Grouville. Il est constitué d'environ 52 000 pièces de monnaie et de colliers en or et en argent

## Vingtaines
Grouville est divisée administrativement en cinq vingtaines comme suit :
- La Vingtaine des Marais (La Vîngtaine des Mathais en jersiais) ;
- La Vingtaine de la Rue (La Vîngtaine d'la Rue en jersiais) ;
- La Vingtaine de Longueville (La Vîngtaine d'Longueville en jersiais) ;
- La Vingtaine de la Rocque (La Vîngtaine d'la Rocque en jersiais).

Les Minquiers font partie de la paroisse de Grouville.
Grouville forme un district électoral et élit un député (actuellement: Carolyn Labey).

## Démographie
| 4 297                    | 4 658 | 4 702 |
| Statistiques depuis 1991 |       |       |

## Galerie

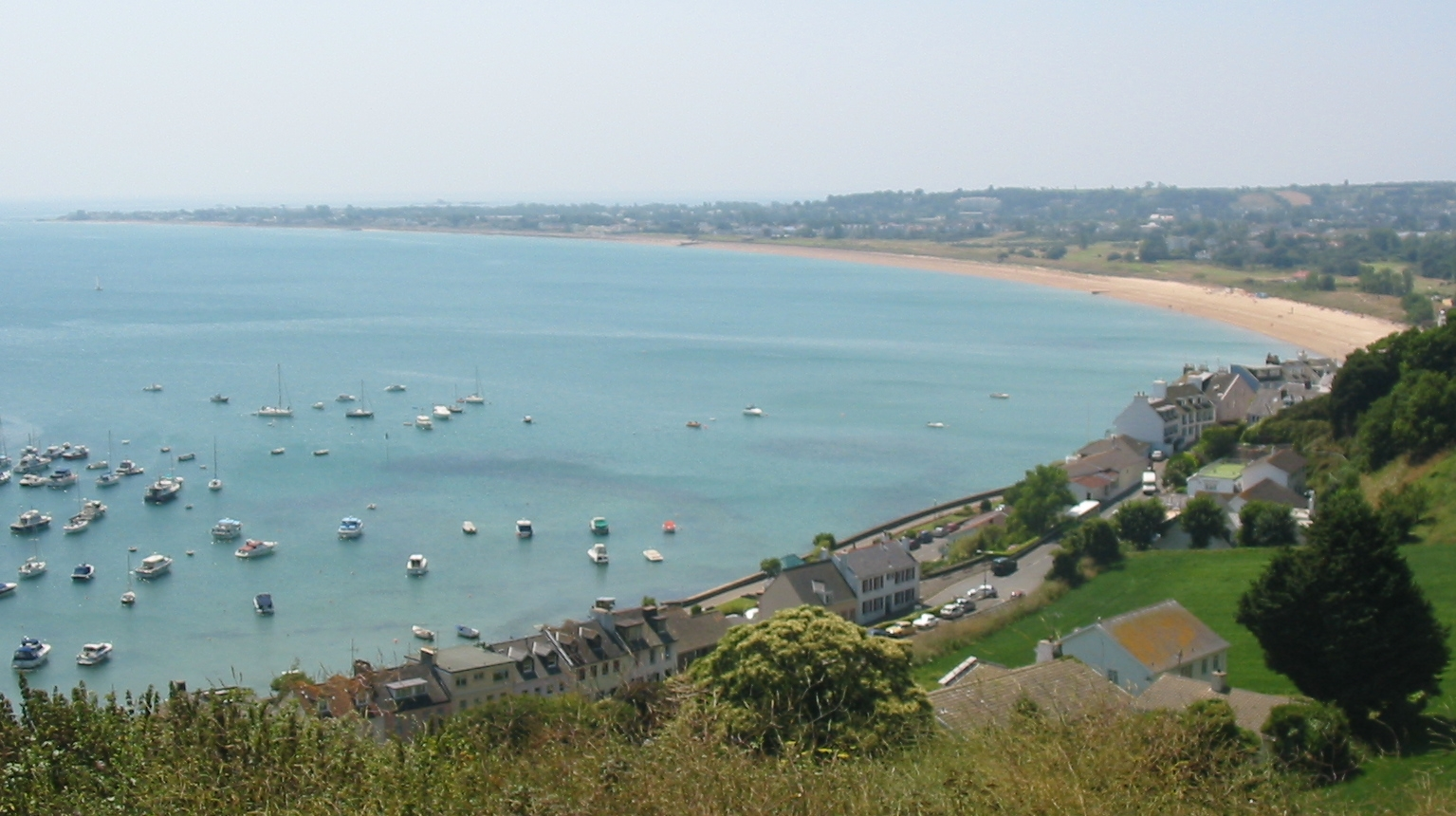
Vue de la baie royale de Grouville.
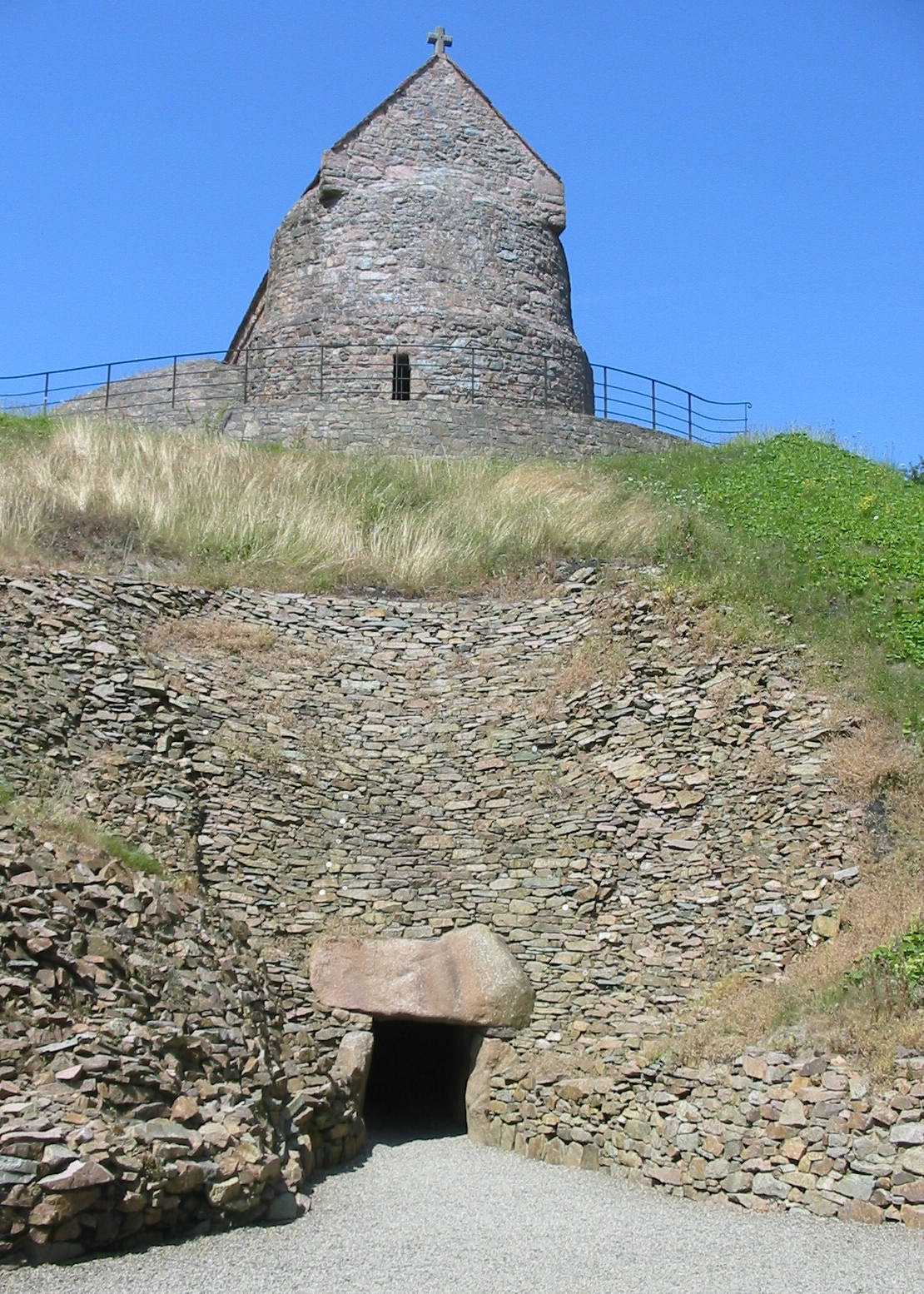
Entrée restaurée de la tombe néolithique de La Hougue Bie. La chapelle repose sur le monticule.